# 1. Fußball-Club Köln 01/07 1973-1974
Questa voce raccoglie le informazioni riguardanti il 1. Fußball-Club Köln 01/07 nelle competizioni ufficiali della stagione 1973-1974.

## Stagione
Nella stagione 1973-1974 il Colonia, allenato da Rudi Schlott e Zlatko Čajkovski, concluse il campionato di Bundesliga al 5º posto. In Coppa di Germania il Colonia fu eliminato ai quarti di finale dall'Eintracht Francoforte. In Coppa UEFA il Colonia fu eliminato ai quarti di finale dal Tottenham.

## Rosa
| N. |                     | Ruolo | Calciatore           |
| -- | ------------------- | ----- | -------------------- |
|    | Germania (bandiera) | P     | Toni Schumacher      |
|    | Germania (bandiera) | P     | Gerhard Welz         |
|    | Germania (bandiera) | D     | Josef Bläser         |
|    | Germania (bandiera) | D     | Bernd Cullmann       |
|    | Germania (bandiera) | D     | Herbert Hein         |
|    | Germania (bandiera) | D     | Harald Konopka       |
|    | Germania (bandiera) | D     | Rainer Nicot         |
|    | Germania (bandiera) | D     | Heinz-Dieter Schmitz |
|    | Germania (bandiera) | D     | Wolfgang Weber       |
|    | Germania (bandiera) | C     | Winfried Berkemeier  |

| N. |                      | Ruolo | Calciatore              |
| -- | -------------------- | ----- | ----------------------- |
|    | Germania (bandiera)  | C     | Heinz Flohe             |
|    | Germania (bandiera)  | C     | Jürgen Glowacz          |
|    | Germania (bandiera)  | C     | Herbert Neumann         |
|    | Germania (bandiera)  | C     | Wolfgang Overath        |
|    | Germania (bandiera)  | C     | Reinhard Schmitz        |
|    | Germania (bandiera)  | C     | Heinz Simmet            |
|    | Germania (bandiera)  | A     | Detlev Lauscher         |
|    | Germania (bandiera)  | A     | Hannes Löhr             |
|    | Germania (bandiera)  | A     | Dieter Müller           |
|    | Argentina (bandiera) | A     | Ricardo-Horacio Neumann |

## Organigramma societario
Area tecnica
- Allenatore: Zlatko Čajkovski
- Allenatore in seconda:
- Preparatore dei portieri: Rolf Herings
- Preparatori atletici:

## Calciomercato

### Sessione estiva
| Acquisti | Acquisti            | Acquisti          | Acquisti |
| R.       | Nome                | da                | Modalità |
| -------- | ------------------- | ----------------- | -------- |
| C        | Winfried Berkemeier | Düren 99          |          |
| A        | Dieter Müller       | Kickers Offenbach |          |
| C        | Reinhard Schmitz    | TuRU Düsseldorf   |          |

| Cessioni | Cessioni            | Cessioni         | Cessioni |
| R.       | Nome                | a                | Modalità |
| -------- | ------------------- | ---------------- | -------- |
| A        | Rainer Gebauer      | Eupen            |          |
| A        | Karlheinz Hähnchen  | Saarbrücken      |          |
| D        | Mathias Hemmersbach | Bayer Leverkusen |          |
| C        | Jupp Kapellmann     | Bayern Monaco    |          |
| A        | Paul Scheermann     | RW Oberhausen    |          |

### Sessione invernale
| Acquisti | Acquisti | Acquisti | Acquisti |
| R.       | Nome     | da       | Modalità |
| -------- | -------- | -------- | -------- |

| Cessioni | Cessioni | Cessioni | Cessioni |
| R.       | Nome     | a        | Modalità |
| -------- | -------- | -------- | -------- |

## Risultati

### Bundesliga

#### Girone di andata
| Arbitro: | Basedow |

|                 |           |                  |
| Löhr 68’ (rig.) | Marcatori | 71’ (aut.) Weber |

| Arbitro: | Frickel |

|                          |           |  |
| Herzog 20’ Geye 49’, 90’ | Marcatori |  |

| Arbitro: | Fork |

|                                                               |           |            |
| Wunder 31’ Dietz 44’ Hošić 48’ Seliger 52’ Lehmann 77’ (rig.) | Marcatori | 23’ Müller |

| Arbitro: | Roth |

|                                      |           |              |
| Flohe 7’ Glowacz 65’ Hein 78’ (rig.) | Marcatori | 87’ Sandberg |

| Arbitro: | Schulenburg |

|                          |           |             |
| Ettmayer 57’ Stickel 61’ | Marcatori | 11’ Neumann |

| Arbitro: | Haselberger |

|                     |           |                             |
| Flohe 34’ Weber 67’ | Marcatori | 69’ (rig.) Balte 74’ Eggert |

| Arbitro: | Frickel |

|                               |           |            |
| Bjørnmose 22’, 38’ Krause 86’ | Marcatori | 10’ Simmet |

| Arbitro: | Dittmer |

|                |           |  |
| Müller 2’, 70’ | Marcatori |  |

| Arbitro: | Hilker |

|          |           |             |
| Rupp 48’ | Marcatori | 40’ Konopka |

| Arbitro: | Redelfs |

|                                     |           |                                       |
| Overath 10’, 42’ Flohe 36’ Löhr 60’ | Marcatori | 21’ Schwarzenbeck 34’ Hoeneß 80’ Roth |

| Arbitro: | Hennig |

|  |           |                      |
|  | Marcatori | 21’ Overath 73’ Löhr |

| Arbitro: | Biwersi |

|                        |           |                         |
| Weber 3’ Löhr 11’, 65’ | Marcatori | 5’ de Vlugt 88’ Lippens |

| Arbitro: | Dreher |

|                          |           |                      |
| Hein 16’ (aut.) Beer 43’ | Marcatori | 61’ Müller 84’ Weber |

| Colonia 2 novembre 1973, ore 20:00 CET 14ª giornata | Colonia   | 0 – 0 referto | Wuppertal | Radstadion Köln (20 000 spett.)\| Arbitro: \| Horstmann \| |
| Arbitro:                                            | Horstmann |               |           |                                                            |

| Arbitro: | Hillebrand |

|                       |           |                    |
| Fischer 29’ Ehmke 59’ | Marcatori | 33’ Weber 52’ Löhr |

| Arbitro: | Gabor |

|                       |           |  |
| Simmet 2’ Neumann 52’ | Marcatori |  |

| Arbitro: | Aldinger |

|               |           |  |
| Stegmayer 57’ | Marcatori |  |

#### Girone di ritorno
| Arbitro: | Ohmsen |

|                          |           |            |
| Müller 32’ Grabowski 78’ | Marcatori | 30’ Müller |

| Arbitro: | Riegg |

|                                           |           |                     |
| Weber 21’ Müller 29’ Löhr 63’ Glowacz 75’ | Marcatori | 85’ Brei 87’ Herzog |

| Arbitro: | Haselberger |

|                                              |           |             |
| Flohe 3’, 76’ Müller 8’ Konopka 38’ Löhr 81’ | Marcatori | 28’ Lehmann |

| Arbitro: | Aldinger |

|             |           |                     |
| Sandberg 5’ | Marcatori | 24’ Müller 84’ Löhr |

| Arbitro: | Schäfer |

|                                    |           |                             |
| Löhr 11’, 39’, 62’ Müller 14’, 73’ | Marcatori | 48’ Brenninger 86’ Ohlicher |

| Arbitro: | Schmoock |

|  |           |                     |
|  | Marcatori | 27’ Löhr 65’ Müller |

| Arbitro: | Frickel |

|             |           |                        |
| Overath 38’ | Marcatori | 14’ Winkler 68’ Zaczyk |

| Arbitro: | Quindeau |

|                     |           |                         |
| Ritschel 44’ (rig.) | Marcatori | 33’ Lauscher 89’ Müller |

| Arbitro: | Gabor |

|  |           |              |
|  | Marcatori | 87’ Heynckes |

| Arbitro: | Biwersi |

|                                                           |           |           |
| Müller 6’ Hoffmann 29’ Breitner 56’ (rig.) Kapellmann 78’ | Marcatori | 13’ Flohe |

| Arbitro: | Weyland |

|                                   |           |  |
| Flohe 26’, 73’, 80’ Löhr 47’, 88’ | Marcatori |  |

| Arbitro: | Lutz |

|           |           |            |
| Wörmer 7’ | Marcatori | 67’ Simmet |

| Arbitro: | Meuser |

|                            |           |                                                |
| Simmet 22’ Müller 58’, 90’ | Marcatori | 11’ Müller 32’ Hermandung 50’ Beer 77’ Sziedat |

| Arbitro: | Betz |

|               |           |                            |
| Neuberger 65’ | Marcatori | 9’, 52’ Neumann 54’ Müller |

| Arbitro: | Grether |

|                          |           |             |
| Müller 5’ Flohe 33’, 63’ | Marcatori | 37’ Kremers |

| Arbitro: | Haselberger |

|                                                    |           |                       |
| Røntved 8’ Höttges 37’ (rig.) Bracht 73’ Görts 81’ | Marcatori | 21’ Löhr 45’ Cullmann |

| Arbitro: | Messmer |

|                       |           |             |
| Müller 7’ Overath 30’ | Marcatori | 84’ Reimann |

### Coppa di Germania
| Arbitro: | Kollmann |

|                     |           |  |
| Müller 56’ Hein 67’ | Marcatori |  |

| Arbitro: | Hilker |

|          |           |  |
| Löhr 75’ | Marcatori |  |

| Arbitro: | Horstmann |

|                                        |           |                            |
| Hölzenbein 25’, 93’, 108’ Rohrbach 61’ | Marcatori | 69’, 99’ Overath 73’ Flohe |

### Coppa UEFA
| Eskişehir 19 settembre 1973, ore 16:00 CET Primo turno | Eskişehirspor | 0 – 0 referto | Colonia | Eskişehir Atatürk Stadı (9 295 spett.)\| Arbitro: \| Türkdoğan \| |
| Arbitro:                                               | Türkdoğan     |               |         |                                                                   |

| Arbitro: | Queudeville |

|                       |           |  |
| Lauscher 38’ Löhr 47’ | Marcatori |  |

| Arbitro: | Jones |

|                         |           |  |
| Lopez 68’ Kuszowski 74’ | Marcatori |  |

| Arbitro: | Jursa |

|                                                           |           |  |
| Flohe 7’ Müller 10’, 37’ Overath 40’ (rig.) Löhr 47’, 55’ | Marcatori |  |

| Arbitro: | Martínez |

|              |           |  |
| Eriksson 70’ | Marcatori |  |

| Arbitro: | Paterson |

|                                    |           |  |
| Müller 22’ Flohe 32’, 83’ Löhr 85’ | Marcatori |  |

| Arbitro: | Limona |

|            |           |                        |
| Müller 54’ | Marcatori | 18’ McGrath 75’ Peters |

| Arbitro: | Toselli |

|                                   |           |  |
| Chivers 11’ Coates 15’ Peters 49’ | Marcatori |  |

## Statistiche

### Statistiche di squadra
| Competizione      | Punti | In casa | In casa | In casa | In casa | In casa | In casa | In trasferta | In trasferta | In trasferta | In trasferta | In trasferta | In trasferta | Totale | Totale | Totale | Totale | Totale | Totale | DR  |
| Competizione      | Punti | G       | V       | N       | P       | Gf      | Gs      | G            | V            | N            | P            | Gf           | Gs           | G      | V      | N      | P      | Gf     | Gs     | DR  |
| ----------------- | ----- | ------- | ------- | ------- | ------- | ------- | ------- | ------------ | ------------ | ------------ | ------------ | ------------ | ------------ | ------ | ------ | ------ | ------ | ------ | ------ | --- |
| Bundesliga        | 39    | 17      | 11      | 3       | 3       | 45      | 23      | 17           | 5            | 4            | 8            | 24           | 33           | 34     | 16     | 7      | 11     | 69     | 56     | +13 |
| Coppa di Germania | -     | 2       | 2       | 0       | 0       | 3       | 0       | 1            | 0            | 0            | 1            | 3            | 4            | 3      | 2      | 0      | 1      | 6      | 4      | +2  |
| Coppa UEFA        | -     | 4       | 3       | 0       | 1       | 13      | 2       | 4            | 0            | 1            | 3            | 0            | 6            | 8      | 3      | 1      | 4      | 13     | 8      | +5  |
| Totale            | 39    | 23      | 16      | 3       | 4       | 61      | 25      | 22           | 5            | 5            | 12           | 27           | 43           | 45     | 21     | 8      | 16     | 88     | 68     | +20 |

### Andamento in campionato
| Giornata  | 1 | 2  | 3  | 4  | 5  | 6  | 7  | 8  | 9  | 10 | 11 | 12 | 13 | 14 | 15 | 16 | 17 | 18 | 19 | 20 | 21 | 22 | 23 | 24 | 25 | 26 | 27 | 28 | 29 | 30 | 31 | 32 | 33 | 34 |
| --------- | - | -- | -- | -- | -- | -- | -- | -- | -- | -- | -- | -- | -- | -- | -- | -- | -- | -- | -- | -- | -- | -- | -- | -- | -- | -- | -- | -- | -- | -- | -- | -- | -- | -- |
| Luogo     | C | T  | T  | C  | T  | C  | T  | C  | T  | C  | T  | C  | T  | C  | T  | C  | T  | T  | C  | C  | T  | C  | T  | C  | T  | C  | T  | C  | T  | C  | T  | C  | T  | C  |
| Risultato | N | P  | P  | V  | P  | N  | P  | V  | N  | V  | V  | V  | N  | N  | N  | V  | P  | P  | V  | V  | V  | V  | V  | P  | V  | P  | P  | V  | N  | P  | V  | V  | P  | V  |
| Posizione | 8 | 14 | 18 | 15 | 16 | 15 | 16 | 16 | 14 | 11 | 9  | 9  | 9  | 9  | 8  | 6  | 8  | 9  | 8  | 6  | 6  | 5  | 5  | 5  | 5  | 5  | 6  | 5  | 5  | 6  | 6  | 5  | 5  | 5  |

Legenda:

Luogo: C = Casa; T = Trasferta. Risultato: V = Vittoria; N = Pareggio; P = Sconfitta.

### Statistiche dei giocatori
| Giocatore     | Bundesliga | Bundesliga | Bundesliga  | Bundesliga | Coppa di Germania | Coppa di Germania | Coppa di Germania | Coppa di Germania | Coppa UEFA | Coppa UEFA | Coppa UEFA  | Coppa UEFA | Totale   | Totale | Totale      | Totale     |
| Giocatore     | Presenze   | Reti       | Ammonizioni | Espulsioni | Presenze          | Reti              | Ammonizioni       | Espulsioni        | Presenze   | Reti       | Ammonizioni | Espulsioni | Presenze | Reti   | Ammonizioni | Espulsioni |
| ------------- | ---------- | ---------- | ----------- | ---------- | ----------------- | ----------------- | ----------------- | ----------------- | ---------- | ---------- | ----------- | ---------- | -------- | ------ | ----------- | ---------- |
| W. Berkemeier | 3          | 0          | 0           | 0          | 0                 | 0                 | 0                 | 0                 | 0          | 0          | 0           | 0          | 3        | 0      | 0           | 0          |
| J. Bläser     | 9          | 0          | 1           | 0          | 1                 | 0                 | 0                 | 0                 | 3          | 0          | 0           | 0          | 13       | 0      | 1           | 0          |
| B. Cullmann   | 34         | 1          | 1           | 0          | 3                 | 0                 | 0                 | 0                 | 8          | 0          | 0           | 0          | 45       | 1      | 1           | 0          |
| P. Ehmke      | 0          | 0          | 0           | 0          | 0                 | 0                 | 0                 | 0                 | 0          | 0          | 0           | 0          | 0        | 0      | 0           | 0          |
| H. Flohe      | 32         | 11         | 6           | 0          | 3                 | 1                 | 1                 | 0                 | 8          | 3          | 1           | 0          | 43       | 15     | 8           | 0          |
| J. Glowacz    | 23         | 2          | 2           | 1          | 3                 | 0                 | 0                 | 0                 | 8          | 0          | 0           | 0          | 34       | 2      | 2           | 1          |
| H. Hein       | 34         | 1          | 6           | 0          | 3                 | 1                 | 1                 | 0                 | 8          | 0          | 0           | 0          | 45       | 2      | 7           | 0          |
| H. Horst      | 0          | 0          | 0           | 0          | 0                 | 0                 | 0                 | 0                 | 0          | 0          | 0           | 0          | 0        | 0      | 0           | 0          |
| H. Konopka    | 29         | 2          | 6           | 1          | 3                 | 0                 | 0                 | 0                 | 8          | 0          | 1           | 0          | 40       | 2      | 7           | 1          |
| D. Lauscher   | 22         | 1          | 0           | 0          | 1                 | 0                 | 0                 | 0                 | 4          | 1          | 0           | 0          | 27       | 2      | 0           | 0          |
| H. Löhr       | 31         | 16         | 2           | 1          | 2                 | 1                 | 0                 | 0                 | 8          | 4          | 1           | 0          | 41       | 21     | 3           | 1          |
| W. Mattern    | 0          | 0          | 0           | 0          | 0                 | 0                 | 0                 | 0                 | 0          | 0          | 0           | 0          | 0        | 0      | 0           | 0          |
| D. Müller     | 31         | 17         | 0           | 0          | 3                 | 1                 | 0                 | 0                 | 7          | 4          | 0           | 0          | 41       | 22     | 0           | 0          |
| H. Neumann    | 22         | 4          | 1           | 0          | 0                 | 0                 | 0                 | 0                 | 3          | 0          | 0           | 0          | 25       | 4      | 1           | 0          |
| R. Neumann    | 10         | 0          | 0           | 0          | 2                 | 0                 | 0                 | 0                 | 2          | 0          | 0           | 0          | 14       | 0      | 0           | 0          |
| R. Nicot      | 2          | 0          | 0           | 0          | 0                 | 0                 | 0                 | 0                 | 0          | 0          | 0           | 0          | 2        | 0      | 0           | 0          |
| W. Overath    | 31         | 5          | 4           | 0          | 3                 | 2                 | 0                 | 0                 | 7          | 1          | 0           | 0          | 41       | 8      | 4           | 0          |
| H. Schmitz    | 0          | 0          | 0           | 0          | 0                 | 0                 | 0                 | 0                 | 0          | 0          | 0           | 0          | 0        | 0      | 0           | 0          |
| R. Schmitz    | 2          | 0          | 0           | 0          | 0                 | 0                 | 0                 | 0                 | 0          | 0          | 0           | 0          | 2        | 0      | 0           | 0          |
| T. Schumacher | 13         | 0          | 0           | 0          | 0                 | 0                 | 0                 | 0                 | 2          | 0          | 0           | 0          | 15       | 0      | 0           | 0          |
| H. Simmet     | 34         | 4          | 3           | 0          | 3                 | 0                 | 1                 | 0                 | 8          | 0          | 1           | 0          | 45       | 4      | 5           | 0          |
| G. Strack     | 0          | 0          | 0           | 0          | 0                 | 0                 | 0                 | 0                 | 0          | 0          | 0           | 0          | 0        | 0      | 0           | 0          |
| S. Topalović  | 0          | 0          | 0           | 0          | 0                 | 0                 | 0                 | 0                 | 0          | 0          | 0           | 0          | 0        | 0      | 0           | 0          |
| W. Weber      | 29         | 5          | 1           | 0          | 3                 | 0                 | 0                 | 0                 | 6          | 0          | 0           | 0          | 38       | 5      | 1           | 0          |
| G. Welz       | 21         | 0          | 0           | 0          | 3                 | 0                 | 0                 | 0                 | 6          | 0          | 0           | 0          | 30       | 0      | 0           | 0          |
| H. Zimmermann | 0          | 0          | 0           | 0          | 0                 | 0                 | 0                 | 0                 | 0          | 0          | 0           | 0          | 0        | 0      | 0           | 0          |